# Бозджаада (острів)
Бозджаада́ (тур. Bozcaada), або Тенедос (грец. Τένεδος) — острів у північній частині Егейського моря, при виході з протоки Дарданелли, що належить Туреччині. В адміністративному відношенні утворює район Бозджаада, що входить до складу ілу Чанаккале.
Другий за площею острів Турецької Республіки площею 37,6 км², населення станом на 2000 рік становило 2 427 осіб, з яких тільки близько 30 осіб — греки, решта — турки. Через свою стратегічну важливість мав дуже бурхливу середньовічну історію.
Сучасна турецька назва острова Бозджаада означає в перекладі «сіруватий острів» (тур. bozca — сіруватий, землистого кольору, ada — острів).
Тенедос згадується як в «Іліаді», так і в «Енеїді», в останній як місце, де греки сховали свій флот наприкінці Троянської війни, щоб обманом змусити троянців повірити, що війна закінчилася, і забрати троянського коня у свій міські стіни. Острів був важливий протягом класичної античності, незважаючи на його невеликий розмір через його стратегічне розташування біля входу в Дарданелли. У наступні століття острів потрапив під контроль низки регіональних держав, включаючи Перську імперію, Делоську лігу, імперію Олександра Македонського, королівство Атталідів, Римську імперію та її наступницю, Візантійську імперію, до перехід до Венеціанської республіки. В результаті війни за Кьоджа (1381) між Генуєю і Венецією все населення було евакуйовано, а місто було зруйновано. Османська імперія встановила контроль над безлюдним островом у 1455 році. Під час османського правління його переселяли як греки, так і турки. У 1807 році острів був тимчасово окупований росіянами. Під час цього вторгнення місто було спалено, і багато турецьких жителів покинули острів.
Під грецькою адміністрацією між 1912 і 1923 роками Тенедос був переданий Туреччині за Лозаннським договором (1923), який поклав кінець Турецькій війні за незалежність після розпаду Османської імперії після Першої світової війни. Договір передбачав квазі- автономне управління для розміщення місцевого грецького населення та виключив греків на двох островах Імброс і Тенедос із ширшого обміну населенням, який відбувався між Грецією та Туреччиною. Тенедос залишався переважно грецьким до кінця 1960-х і початку 1970-х років, коли багато греків емігрували через системну дискримінацію та кращі можливості в інших місцях. Починаючи з другої половини 20-го століття, спостерігалася імміграція з материкової Анатолії, особливо роми з міста Байрамич.

## Назва
Острів відомий англійською як Тенедос (грецька назва), так і Бозджаада (турецька назва). Протягом століть використовувалося багато інших назв. Задокументовані давньогрецькі назви острова: Левкофріс, Калідна, Фінікія та Лірнес (Пліній, HN 5,140). Офіційна турецька назва острова — Бозджаада; турецьке слово "boz" означає або безплідну землю, або сірий або коричневий колір (джерела вказують, що обидва ці значення могли бути пов'язані з островом), а "ada" означає острів. Назва Тенедос походить, згідно з Аполлодором Афінським, від імені грецького героя Тенеса, який правив островом під час Троянської війни і був убитий Ахіллом. Аполлодор пише, що острів спочатку був відомий як Леокофріс, поки Тенес не висадився на острові і не став правителем. Острів став відомий як Бозджаада, коли Османська імперія захопила його.[9] Тенедос залишився загальною назвою для острова разом із Бозджаада після османського завоювання острова, часто грецьке населення та турецьке населення використовували різні назви для острова.

## Географія та клімат
Тенедос має приблизно трикутну форму. Його площа становить 39,9 км2 (15 квадратних миль). Це третій за розміром турецький острів після острова Мармара та Імброс (Гокчеада). Він оточений невеликими острівцями і розташований недалеко від входу в Дарданелли. Це єдиний сільський район (ilçe) Туреччини без жодного села, і має лише одне велике поселення, центр міста.
Геологічні дані свідчать про те, що острів відокремився від материка, створивши місцевість, яка в основному складається з рівнин на заході та пагорбів на північному сході, а найвища точка становить 192 метри (630 футів). Центральна частина острова найбільш придатна для ведення сільського господарства. У південно-західній частині острова є невеликий сосновий ліс [потрібна цитата] Крайня західна частина острова має великі піщані території, непридатні для сільського господарства.
На острові середземноморський клімат із сильними північними вітрами, які називаються етезіанами. Середня температура становить 14 °C (57 °F), а середня річна кількість опадів становить 529 міліметрів (20,8 дюйма). У південно-західній частині острова з півночі на південь тече кілька невеликих струмків. Джерел прісної води недостатньо для острова, тому вода подається з материка.

## Історія
Острів розташований за 5 км на захід від узбережжя Малої Азії (Анатолія). За часів ранньої античності був освоєний і колонізований давніми греками. Грецьке населення так чи інакше контролювало життя острова до 1204 року, коли ним опанувала Венеційська республіка, яка звела тут фортецю для контролю над чорноморськими протоками.

### Передісторія
Археологічні знахідки свідчать про те, що перше людське поселення на острові датується епохою ранньої бронзи II (приблизно 3000–2700 рр. до н. е.). Археологічні дані свідчать про те, що культура на острові мала спільні елементи з культурами північно-західної Анатолії та Кікладських островів. Більшість поселень була в невеликих бухтах на східній стороні острова, які утворювали природні гавані. Археологічна робота поселення була проведена швидко, і тому не було знайдено остаточних доказів вирощування винограду на острові в цей період. Однак у той час вирощування винограду було поширеним на сусідніх островах і прилеглому материку.
Згідно з реконструкцією, заснованою на міфі про Тенеса, Уолтер Ліф стверджував, що першими мешканцями острова могли бути пеласги, яких фрігійці витіснили з Анатолійського материка. На думку того ж автора, на острові можливі сліди мінойського та мікенського грецького впливу.

### Античність
Стародавній Тенедос згадується в грецькій і римській міфології, і археологи знайшли докази його поселення з бронзового віку. Він залишатиметься помітним протягом епохи класичної Греції, згасаючи під час домінування Стародавнього Риму. Незважаючи на невеликий острів, положення Тенедоса в протоках і його дві гавані протягом століть зробили його важливим для середземноморських держав. Протягом дев'яти місяців у році течії та переважаючий вітер, етезіан, приходили й досі надходять із Чорного моря, заважаючи вітрильним суднам, що прямували до Константинополя. На Тенедосі їм довелося чекати тиждень або й більше, чекаючи сприятливого південного вітру. Таким чином Тенедос служив притулком і проміжною станцією для кораблів, що прямували до Геллеспонту, Пропонтиди, Босфору та інших місць. Декілька регіональних держав захопили або напали на острів, включаючи афінян, персів, македонців під керівництвом Олександра Великого, Селевкідів і Атталідів.

### Міфологія
Гомер згадує Аполлона як головного божества Тенедосу свого часу. Згідно з ним, острів захопив Ахілл під час облоги Трої. Там під час одного з набігів Ахілла Нестор отримав свого раба Гекамеда. Нестор також відплив із Трої, зупинившись у Тенедосі та перестрибнувши на острови до Лесбосу. В «Одіссеї» згадується, що греки, які залишили Трою після перемоги у війні, спочатку поїхали до сусіднього Тенедосу, принесли там жертви, а потім пішли на Лесбос, перш ніж зупинитися, щоб вибрати між альтернативними маршрутами.
Гомер в «Іліаді» згадує, що між Тенедосом і Імбросом була широка печера, в якій Посейдон зупиняв своїх коней.
Вергілій в «Енеїді» описав, як ахейці ховали свій флот у бухті Тенедос наприкінці Троянської війни, щоб обманом змусити Трою повірити, що війна закінчилася, і дозволити їм взяти троянського коня в стінах Трої. В «Енеїді» це також острів, з якого прилетіли змії-близнюки, щоб убити троянського священика Лаокоона та його синів у покарання за метання списа в Троянського коня. Згідно з Піндаром (Немейські оди № 11), острів був заснований після війни воїнами з Аміклая, одягненими в бронзу, які подорожували з Орестом.
Згідно з міфом, Тенес був сином Кікна, який сам був сином Посейдона і Каліки. Філонома, друга дружина Кікна і, отже, мачуха Тенеса, намагалася спокусити Тенеса і отримала відмову. Потім вона звинуватила його в зґвалтуванні, що призвело до того, що він був покинутий у морі разом із сестрою. Вони були викинуті на острів Левкофріс, де його проголосили королем, а острів на його честь перейменували в Тенедос. Коли Кікнус зрозумів брехню за звинуваченнями, він сів на корабель, щоб вибачитися перед своїм сином. Міфи розходяться в тому, чи помирилися вони. За однією з версій, коли батько висадився на острів Тенедос, Тенес перерізав шнур, що тримав його човен. Фраза «сокира Тенеса» стала означати образу, яку неможливо вгамувати. Інший міф розповідав, що Ахілл висадився на Тенедосі під час плавання з Авліди до Трої. Там його флот увірвався на острів, і Ахілл бився з Тенесом, у цьому міфі сином Аполлона, і вбив його, не знаючи походження Тенеса і, отже, не підозрюючи про небезпеку помсти Аполлона. Пізніше Ахілл у Трої також убив батька Тенеса, Кікна. У «Філоктеті» Софокла, написаному в 409 році до нашої ери, змія вкусила Філоктета в ногу в Тенедосі. За словами Гігіна, богиня Гера, засмучена Філоктетом за допомогу Гераклові, послала змія, щоб покарати його. Його рана не гоїлася, і греки покинули його, а потім повернулися до нього по допомогу під час нападу на Трою. Афіней процитував зауваження Німфодора про красу жінок Тенедосу.
Каллімах розповідав про міф, згідно з яким син Іно Мелікертес був викинутий мертвим у Тенедосі після того, як його мати кинула в море, яка також покінчила з собою; жителі, лелегійці, побудували вівтар для Мелікерта і започаткували ритуал, коли жінка приносила в жертву своє немовля, коли потреба міста була гострою. Тоді жінка була б осліпла. Міфи також додають, що звичай був скасований, коли нащадки Ореста заселили це місце.
Неоптолем пробув у Тенедосі два дні, слідуючи пораді Фетіди, перш ніж відправитися з Геленою в землю молосів.

### Архаїчний період
Саме на Тенедосі, разом з Лесбосом, були викарбувані перші монети з грецьким шрифтом. На монетах карбували зображення грона винограду та посудини для вина, такі як амфори та кантарої. Найперші монети мали на лицьовій стороні дві голови чоловіка і жінки. Перші монети були зі срібла і мали відбиток двоголової сокири. Аристотель вважав сокиру символом обезголовлення засуджених за подружню зраду, тенедійський указ. Наконечник сокири був або релігійним символом, або печаткою торгової одиниці грошової одиниці. Аполлону Смінтею, богу, який захищав від чуми та викликав її, поклонялися в Тенедосі пізньої бронзової доби. Географія Страбона пише, що Тенедос «містить еолійське місто і має дві гавані та храм Аполлона Смінтея» (Географія Страбона, том 13). Відносини між Тенедом і Аполлоном згадуються в І книзі Іліади, де священик звертається до Аполлона з ім'ям «О бог срібного лука, що захищаєш Хрізе і святу Кіллу і править Тенедосом своєю могутністю» (Іліада I).
Протягом пізньої частини бронзового та залізного віку це місце служило головним пунктом між Середземним і Чорним морями. В «Іліаді» Гомера згадуються тенеди цієї епохи. Культура та ремесла цього регіону, представлені керамікою та металевими посудинами, знайденими з могил, відповідали культурі північно-східного Егейського моря. Археологи не знайшли доказів, які б підтверджували твердження Геродота, що еолійці оселилися в Тенедосі в бронзовому столітті. Гомер згадує Тенедос як базу ахейського флоту під час Троянської війни.
Поселення залізного віку в північно-східній частині Егейського моря колись приписувалося еолійцям, нащадкам Ореста, а отже, дому Атрея в Мікенах, з іншого боку Егейського моря з Фессалії, Бойотії та Ахаї, усі в материковій Греції. Піндар у своїй 11-й Немейській оді натякає на групу пелопоннесців, дітей бійців під Трою, які зайняли Тенедос, а Орест, син Агамемнона, висадився прямо на острів; зокрема, він посилається на спартанця Пейсандра та його нащадка Арістагора, причому Пейсандар прийшов разом з Орестом. Страбон покладає початок міграції через шістдесят років після Троянської війни, розпочатої сином Ореста, Пентілом, з продовженням колонізації на онука Пентіла.
Археологічні записи не надають жодних підтверджуючих доказів для теорії про поселення Айолія. У доархаїчний період дорослих людей на Лесбосі ховали, поміщаючи їх у великі глеки, а пізніше використовували глиняні покриття, подібно до Західної Малої Азії. Ще пізніше тенедійці почали як ховати, так і кремувати своїх дорослих у ямах, укріплених камінням уздовж стін. Дітей ще ховали накритими в глеки. Деякі предмети, поховані разом з людиною, такі як кераміка, подарунки та застібки, схожі на безпечні шпильки, нагадують те, що знайдено в Анатолії, як стилем, так і малюнками та зображеннями, більше, ніж вони нагадують предмети поховання в материковій Греції.
Хоча жертвоприношення людей, зокрема немовлят, згадувалося у зв’язку з давнім минулим Тенедоса, тепер воно вважається міфічним. Герой Палеомон в Тенедосі поклонявся культом на цьому острові, і жертвоприношення приписувалися культу. У Тенедосі люди дійсно приносили в жертву новонародженого теляти, одягненого в шкури, після того, як поводилися з коровою, як з вагітною жінкою, що народжує; Людина, яка вбила теля, була побита камінням і вигнана до життя в морі. За словами Гарольда Віллоубі, віра в теля як ритуальне втілення Бога спонукала цю практику.

### Класичний період
Від архаїчного до класичного періоду археологічні докази добре укомплектованих могил свідчать про постійне багатство Тенедоса. Високі контейнери з широким горлом показують, що виноград і оливки, ймовірно, перероблялися в цей час. У них також ховали мертвих немовлят. До четвертого століття до нашої ери виноград і вино стали актуальними для економіки острова. Тенедійці, ймовірно, експортували надлишки вина. Записи цієї епохи говорять про брак сільськогосподарських земель, що вказує на процвітаюче поселення. Суперечку з сусіднім островом Сігеум вирішив Періандр з Коринфа, який передав політичний контроль над частиною материка Тенедосу. У першому столітті до нашої ери ця територія була зрештою включена до Олександрії Троади.
За деякими даними, Фалес з Греції помер у Тенедосі. У Тенедосі жив і працював астроном Клеострат, хоча невідомо, чи зустрів він там Фалеса. Клеострат є одним із засновників грецької астрономії, на яку вплинуло сприйняття вавилонських знань. У п'ятому і четвертому століттях до нашої ери на острові була військово-морська база Афін. Демосфен згадує Аполлодора, трієрарха, який командував кораблем, говорячи про купівлю їжі під час зупинки в Тенедосі, де він передасть трієрархію Поліклу. У 493 році до нашої ери перси захопили Тенедос разом з іншими грецькими островами. Під час свого правління Філіп II Македонський, батько Олександра Македонського, послав македонську армію проти перського флоту. Разом з іншими островами Егейського моря, такими як Лесбос, Тенедос також повстав проти перського панування в цей час. Здавалося б, Афіни збільшили свою військово-морську базу флотом на острові близько 450 року до нашої ери.
Під час кампанії Олександра Македонського проти персів Фарнабаз, перський полководець, обложив Тенедос із сотнею кораблів і зрештою захопив його, оскільки Олександр не зміг вчасно надіслати флот, щоб врятувати острів. Стіни острова були зруйновані, і жителям острова довелося прийняти стару угоду з перським імператором Артаксерксом II: мир Анталькіда. Пізніше полководець Олександра Гегелох Македонський захопив острів у персів. Олександр об'єднався з народом Тенедосу, щоб обмежити перську морську міць. Він також взяв на борт 3000 грецьких найманців і веслярів з Тенедосу у свою армію та флот.
Земля не була придатна для великого випасу худоби чи екстенсивного землеробства. Місцевий виноград і вина згадувалися в написах і на монетах. Але Пліній та інші тогочасні письменники не згадували про виноград і вина на острові. Більшість експорту здійснювалася морем, а предмети першої необхідності та предмети розкоші доводилося імпортувати знову ж таки морем. На відміну від Афін, невідомо, чи була в Тенедосі демократія. Майоран (орегано) з Тенедосу був одним із присмаків у грецькій кухні. Тенедійці карали перелюбників відрубуванням голови сокирою. Аристотель писав про соціальну та політичну структуру Тенедосу. Він знайшов помітним те, що велика частина населення працювала в професіях, пов’язаних з поромами, можливо, сотні в населенні тисяч. Павсаній зауважив, що деякі звичайні грецькі приказки походять від звичаїв тенедійців. «Він — людина з Тенедосу» використовувалося для натяку на особу безсумнівної чесності, а «рубати тенедською сокирою» було повним і остаточним «ні». Лікофрон, який писав у другому столітті до нашої ери, називав божество Мелікертеса «вбивцею дітей». Ксенофонт описав, як спартанці пограбували це місце в 389 році до нашої ери, але були відбиті афінським флотом під час повторної спроби через два роки.
У Периплі Псевдо-Скілакса стверджується, що астроном Клеострат (давньогрецька: Κλεόστρατος) походив із Тенедосу.

### Елліністичний період
В елліністичний період на Тенедосі також поклонялися єгипетській богині Ісіді. Там вона була тісно пов’язана з сонцем, її ім’я та титул відображали це становище.

### Римський період
Під час римської окупації Греції Тенедос також потрапив під їхню владу. Острів став частиною Римської республіки в 133 році до нашої ери, коли Аттал III, король Пергамону, помер, залишивши свою територію римлянам. Римляни побудували новий порт в Александрії Троаді, на протоці Дарданелли. Це призвело до занепаду Тенедоса. Тенедос втратив своє значення в цей період. Вергілій в «Енеїді» стверджував, що в його часи гавань була безлюдною і кораблі не могли швартуватися в бухті. Від переробки винограду, здається, відмовилися. Можливо, вирощування та переробка оливок продовжувалася, хоча надлишків для експорту ймовірно не було. Археологічні дані свідчать про те, що поселення було здебільшого в місті, лише кілька розрізнених місць у сільській місцевості.
За словами Страбона, існувала спорідненість між народами Тенедоса і Тенеї (місто в Коринфі).
Згідно з Цицероном, у Греції поклонялися кільком обожненим людям: у Тенедосі був Тенес.
Павсаній у своєму творі «Опис Греції» згадує, що Перікліто, який був із Тенедосу, присвятив кілька сокир у Дельфах.
Під час Третьої Мітрідатової війни, приблизно в 73 році до нашої ери, Тенедос був місцем великої морської битви між римським полководцем Лукуллом і флотом царя Понту Мітрідата, яким командував Неоптолем. У цій битві при Тенедосі римляни виграли рішучу перемогу. Близько 81–75 рр. до н. е. Веррес, легат правителя Кілікії Гая Долабелли, пограбував острів, забравши статую Тенеса та трохи грошей. Ближче до 6 року до нашої ери географічні зміни зробили материковий порт менш корисним, і Тенедос знову став актуальним. Згідно з Діо Хризостомом і Плутархом, Тенедос був відомий своїми гончарними виробами приблизно в 100 році нашої ери. Під захистом Риму Тенедос відновив свій монетний двір після більш ніж столітньої перерви. Монетний двір продовжував використовувати старі зразки, вдосконалюючи деталі та точність. Цицерон, який писав у цю епоху, відзначав храм, побудований на честь Тенеса, засновника, ім'я якого отримав острів, і сувору систему правосуддя населення.

### Візантійський період
Коли Константинополь став відомим містом Римської імперії, починаючи з 350 року нашої ери, Тенедос став вирішальним торговим центром. Імператор Юстиніан I наказав побудувати велике зерносховище на Тенедосі, і поромне сполучення між островом і Константинополем стало основною діяльністю острова. Кораблі, що перевозили зерно з Єгипту до Константинополя, зупинялися в Тенедосі, коли море було несприятливим. Сільська місцевість, ймовірно, не була густо заселеною чи використаною. Були виноградники, сади та кукурудзяні поля, часом занедбані через суперечки.
Східна Православна Церква підпорядкувала єпархію Тенедосу митрополії Мітіліні протягом дев’ятого століття, а на початку чотирнадцятого століття перетворила її на власну митрополію. На той час Тенедос був частиною Візантійської імперії, але його розташування зробило його головною мішенню для венеціанців, генуезців і Османської імперії. Ослаблення Візантійської імперії та війни між Генуєю та Венецією за торгові шляхи зробили Тенедос ключовим стратегічним місцем. У 1304 році Андреа Моріско, генуезький авантюрист, підтверджений титулом від візантійського імператора Андроніка III, захопив Тенедос. Пізніше, відчувши політичну напругу у Візантійській імперії безпосередньо перед Другою візантійською громадянською війною, венеціанці запропонували 20 000 дукатів у 1350 році Іоанну V Палеологу за контроль над Тенедосом. Коли Іоанн V потрапив у полон під час громадянської війни у Візантії, він був депортований на Тенедос Іоанном VI Кантакузином.
Іоанн V зрештою заявив про перемогу в громадянській війні, але ціною був значний борг, головним чином перед венеціанцями. Влітку 1369 року Іоанн V відплив до Венеції та, мабуть, запропонував острів Тенедос в обмін на двадцять п’ять тисяч дукатів і власні коштовності корони. Однак його син (Андронік IV Палеолог), який діяв як регент у Константинополі, відмовився. угода, можливо, через тиск Генуї. Андроник намагався, але не зміг скинути свого батька. У 1376 році Іоанн V продав острів Венеції на тих же умовах, що й раніше. Це засмутило генуезців Галати. Генуезці допомогли ув'язненому Андроніку втекти і позбавити влади свого батька. Андроник відплатив за послугу, поступившись їм Тенедом. Але гарнізон на острові відмовився від угоди і передав контроль венеціанцям.
Венеціанці встановили форпост на острові, що спричинило значну напругу у відносинах з Візантійською імперією (тоді представленою Андроніком IV) і генуезцями. Згідно з Туринським договором, який завершив війну за Кьоджію між Венецією та Генуєю, венеціанці повинні були передати контроль над островом Амадео Савойському, а генуезці повинні були сплатити рахунок за видалення всіх укріплень на острові. У Туринському договорі вказувалося, що венеціанці знищать усі «замки, стіни, захисні споруди, будинки та поселення зверху донизу» таким чином, що це місце ніколи не можна буде відновити чи заселити. Грецьке населення не було стороною в переговорах, але мало заплатити за вигнання. Бейлі Тенедоса, Заначі Мудаццо, відмовився евакуювати це місце, а дож Венеції Антоніо Веньє протестував проти вигнання. Сенатори Венеції підтвердили договір, запропоноване рішення про повернення острова імператору вважалося неприйнятним для генуезців. Ближче до кінця 1383 року майже 4000 людей було відправлено на Евбею та Крит. Потім будівлі на острові були зруйновані, залишивши його порожнім. Венеціанці продовжували використовувати гавань.
Венеціанці ревно охороняли право на Тенедос, яке їм надав Туринський договір. Великий магістр лицарів Родосу хотів побудувати укріплення на острові в 1405 році, причому лицарі несли витрати, але венеціанці відмовилися дозволити це. Протягом наступних десятиліть острів залишався в основному незаселеним. Коли Руй Гонсалес де Клавіхо відвідав острів у 1403 році, він зауважив, що через Туринський договір «Тенедос став незаселеним». 29 травня 1416 року відбулася перша морська битва між венеціанцями та новоствореним османським флотом біля Галліполі. Венеціанський генерал-капітан П'єтро Лоредан переміг, знищив турків на борту і відійшов узбережжям до Тенедосу, де вбив усіх нетурецьких полонених, які добровільно приєдналися до турків. У договорі 1419 року між султаном Мехмедом і венеціанцями Тенедос був лінією розмежування, за яку турецький флот не мав наступати. Іспанський авантюрист Педро Тафур відвідав острів у 1437 році і побачив, що він пустельний, з великою кількістю кроликів, виноградники вкривають острів у занедбаному стані, але порт доглянутий. Він згадав часті турецькі напади на кораблі в гавані. У 1453 році порт використовувався командиром однокорабельного венеціанського флоту Джакомо Лореданом як пункт спостереження для спостереження за турецьким флотом на шляху до Константинополя, що стане остаточною обороною цього міста від турків.

### Османський період
Тенедос був окупований султаном Мехметом II у 1455 році, через два роки після завоювання ним Константинополя, який поклав кінець Візантійській імперії. Він став першим островом в Егейському морі під контролем Османської імперії. На той час острів був ще незаселеним, майже через 75 років після того, як його насильно евакуювали. Мехмет II перебудував форт на острові. Під час його правління османський флот використовував острів як базу постачання. Венеціанці, розуміючи стратегічне значення острова, розгорнули на ньому війська. Джакопо Лоредано взяв Тенедос для Венеції в 1464 році. Того ж року османський адмірал Махмуд-паша повернув острів. Під час османського режиму острів було знову заселено (шляхом звільнення від податків). Адмірал османського флоту та картограф Пірі Рейс у своїй книзі «Кітаб-і-Бахріє», написаній у 1521 році, включив карту берега та островів, що знаходяться біля нього, позначивши також Тенедос. Він зазначив, що кораблі, що прямували на північ від Смірни до Дарданелл, зазвичай проходили через семимильну смугу моря між островом і материком.
Томмазо Морозіні з Венеції вирушив з 23 кораблями з Криту 20 березня 1646 року до Стамбула. Вони зупинилися в Тенедосі, але не змогли закріпитися там, коли їхній корабель загорівся, убивши багато членів екіпажу. У 1654 році Хозам Алі з турецького флоту висадився на острові, збираючи турецькі сили для морської битви проти венеціанців. Ця битва за Дарданелли (1654 р.), перша з чотирьох у серії, яку османи виграли. Після битви за Дарданелли в 1656 році венеціанець Барбаро Бадоер захопив острів 8 липня. Османська поразка послабила султана Мехмеда IV, якому тоді було 16 років, і зміцнила великого візира Кепрюлю Мехмеда-пашу.
У березні 1657 року Османська армада вийшла через Дарданелли, пройшовши через венеціанську блокаду, з метою повернути острів, але не намагалася це зробити, стурбована венеціанським флотом. У липні 1657 року Кепрюлю ухвалив рішення прорвати венеціанську блокаду та повернути територію. Партія миру у венеціанському сенаті вважала за краще не захищати Тенедос і Лемнос і обговорювала це з Партією війни. Кепрюлю завершив суперечку, повернувши Тенедос 31 серпня 1657 року в битві на Дарданеллах (1657), четвертій і останній.
Після перемоги великий візир відвідав острів і проконтролював його ремонт, під час якого він фінансував будівництво мечеті, яка мала називатися його ім'ям. Відповідно до книги Фонду мечеті, вона була побудована на місці старішої мечеті, яка називається Мечеть Міхчі, яка була зруйнована під час венеціанської окупації. До того часу, коли Кепрюлю помер у вересні 1661 року, він побудував на острові кав’ярню, пекарню, 84 магазини, дев’ять млинів, водяний млин, дві мечеті, школу, зупинку для мандрівників і стайню та лазню.
Кролики, які привернули увагу Тафура два з половиною століття тому, вочевидь, у середині 17 століття все ще були в надлишку. У 1659 році на острів був посланий мандрівник Евлія Челебі з завданням зібрати дичину для султана Мехмеда IV. Безпорядок 1600-х років заважав лініям постачання та спричинив дефіцит зерна на Бозджааді.
У результаті ряду невдач, з якими османи зіткнулися в Румелії протягом останніх років правління Мехмеда IV, коли Великим візиром був Сарі Сулейман-паша, сили на острові, як повідомляється, повстали в 1687 році разом з частинами решти армія. Ці широкомасштабні заколоти призвели до повалення султана та великого візира того року.
У 1691 році венеціанці та союзники сформували військову раду для обговорення повернення острова. Рада збиралася регулярно на галері Доменіко Моченіго, генерал-капітана венеціанського флоту. До цього часу єдиними людьми на острові були ті, хто перебував у форті. Моченіго оцінив їхню кількість приблизно в 300, а форт був слабко укріплений. 17 липня 1691 року військова рада зібралася біля вод острова і вирішила повернути Тенедос, оскільки, за їхніми оцінками, він був слабо захищений, але відомий. Для початку вони вирішили зібрати інформацію. Під час наступної зустрічі, через шість днів, вони дізналися від полонених рабів, що турецький гарнізон чисельністю близько 3000 осіб має наркотканії та посилює свою оборону. Від плану повернення острова відмовилися. Венеціанці намагалися захопити Тенедос безуспішно в 1697 році.
26 січня 1699 року османи, венеціанці та велика кількість європейських держав підписали Карловіцький мир, який вперше включив османів у русло європейської дипломатії. Венеціанський сенат відправив свого посла Соранцо до Стамбула через Тенедос. На острові його зустріли королівським прийомом із гарматами та самим пашою острова.
У класичний османський період острів був кадилуком. Османи побудували мечеті, фонтани, хамами, медресе. Османи перейняли візантійську практику використання островів як місць внутрішнього заслання державних в'язнів, таких як Костянтин Мурусі та Халіл Гамід-паша. У жовтні 1633 року Кирило Контарі, митрополит Алеппо в православній церкві, був призначений патріархом після того, як пообіцяв заплатити османській центральній владі 50 000 доларів. Його неспроможність платити призвела до того, що його на короткий час заслали на острів.
У 1807 році спільний флот росіян і англійців захопив острів під час російсько-турецьких воєн, і росіяни використовували його як свою військову базу для досягнення перемог у Дарданеллах і Афоні; але вони поступилися контролем згідно з Договором про перемир'я з Османською Портою. Однак російська окупація виявилася руйнівною для острова. Місто було спалене, гавань майже засипана, майже всі будівлі зруйновані. Остров'яни втекли, і Тенедос знову спустів.
У 1822 році під час війни за незалежність Греції революціонерам під проводом Константіноса Канаріса вдалося напасти на османський флот і спалити один із його кораблів біля Тенедоса. Ця подія значно підняла моральний дух Грецької революції та привернула увагу європейських держав. Дерева, що вкривали острів, були знищені під час війни.
Протягом 19 століття виробництво вина залишалося прибутковим бізнесом, тоді як щорічного виробництва пшениці на острові вистачало лише на три місяці споживання остров'янами. Окрім вина, єдиною статтею експорту острова була невелика кількість вовни. Також у 19 столітті були спроби інтродукції груші, інжиру та шовковиці. Однак є повідомлення про те, що фрукти, особливо фігові дерева, були присутні на острові до цих спроб.
Закон Танзімату 1852 року реорганізував турецькі острови, і Тенедос опинився в санджаку Бос'є Адассі (Бозджаада) у вілаєті Джазайрі. У липні 1874 року пожежа знищила це місце. У 1876 році до тих, що були на острові, була додана середня школа з 22 учнями, де викладали турецьку, арабську та перську мови. До 1878 року на острові було 2015 чоловіків, майже чверть з яких були мусульманами, у приблизно 800 будинках. Тут також була рота османської пішохідної артилерійської дивізії, а також австрійське та французьке віце-консульство. Острів був у санджаку Бігха, де сидів генеральний губернатор. Близько 500 бочок з порохом, залишених росіянами на військовому складі, все ще залишалися там. У форті розміщувався турецький військовий табір, зерновий склад і два колодязі.
У 1854 році на острові Тенедос було близько 4000 жителів, третина з яких були турками. Крім того, на острові була лише одна грецька школа з приблизно 200 учнями.
Відповідно до загального перепису населення Османської імперії 1893 року, населення острова було поділено таким чином: 2479 греків, 1247 турків, 103 іноземця та 6 вірмен.
На початку 20 століття на острові, який все ще був під владою турків, проживало близько 2000 людей, які жили в дерев'яних будинках із садами. Порт укривав кораблі від сильних північних вітрів. Британці мали на острові віце-консула. Місто слугувало телеграфною станцією, куди кожні два тижні приходив австрійський корабель. У 1906 році імпорт міста становив 17 950 лір, а експорт, головним чином вина та родзинок, вартістю 6 250 лір. Біля порту в морі були прокладені телеграфні кабелі.

### Між Туреччиною та Грецією

#### 1912–1921 роки
Під час Першої Балканської війни, 20 жовтня 1912 року, Тенедос був першим островом у північній частині Егейського моря, який потрапив під контроль грецького флоту. Турки, які становили частину населення Тенедосу, не вітали грецького контролю. Захопивши острови в північній частині Егейського моря, грецький флот обмежив здатність османського флоту рухатися через Дарданелли. Грецьке управління островом тривало до 12 листопада 1922 року.
Переговори про припинення Балканської війни почалися в грудні 1912 року в Лондоні, і питання островів Егейського моря було однією з постійних проблем. Проблема розділила великі держави: Німеччина, Австро-Угорщина та Італія підтримували позицію Османської імперії щодо повернення всіх островів Егейського моря, а Британія та Франція підтримували позицію Греції щодо контролю над усіма островами Егейського моря. Оскільки Італія контролює ключові острови в регіоні, основні переговори про владу зайшли в глухий кут у Лондоні, а потім і в Бухаресті. Румунія погрожувала військовими діями з греками проти османів, щоб змусити переговори в Афінах у листопаді 1913 року. Зрештою Греція та Велика Британія тиснули на німців, щоб вони підтримали угоду, за якою османи зберігають Тенедос, Кастелорізо та Імброс, а греки контролюватимуть інші острови Егейського моря. Греки прийняли план, тоді як Османська імперія відхилила поступку інших островів Егейського моря. Ця угода не витримала, але початок Першої світової війни та Війна за незалежність Туреччини відклали це питання на другий план.
Під час Галліполіської кампанії Першої світової війни британці використовували острів як базу постачання та побудували злітно-посадкову смугу довжиною 600 метрів для військових операцій.
Після того, як турецька війна за незалежність закінчилася поразкою Греції в Анатолії та падінням Ллойд Джорджа та його політики на Близькому Сході, західні держави погодилися на Лозаннський договір з новою Турецькою Республікою в 1923 році. Цей договір зробив Тенедос і Імброс частиною Туреччини, і вона гарантувала там особливий автономний адміністративний статус для розміщення місцевого грецького населення. Договір виключав православних християн на островах з обміну населенням, який відбувався між Грецією та Туреччиною. Стаття 14 договору передбачала конкретні гарантії захисту прав меншин в обох націях.
У 1912 році, коли Вселенський Патріархат Константинополя проводив власний перепис населення, населення острова оцінювалося в 5420 греків і 1200 турків.

### 1922 і пізніше
Греція повернула острів Туреччині в 1922 році. Мешканці, переважно греко-православні, були звільнені від примусового вигнання згідно зі статтею 14, параграфом 2 Лозаннського договору. Незважаючи на договір, стан міжнародних відносин між Грецією та Туреччиною, загальні світові проблеми та внутрішній тиск вплинув на ставлення до грецької меншини Тенедосу. Діючи взаємно з Грецією, Туреччина робила систематичні спроби евакуювати греків з острова. Туреччина ніколи не застосовувала ані статтю 14 гарантії певної незалежності для місця в місцевих правилах, ані статтю 39 гарантію турецьким громадянам усіх етнічних груп свободи вибору мови, якою вони хочуть користуватися у своєму повсякденному житті.
На початку 1926 року призовники та резервісти армії з Тенедосу були перевезені до Анатолії. Виникла велика паніка, і грецька молодь, побоюючись гніту, втекла з острова. Інші, які намагалися сховатися в горах, незабаром були виявлені та переселені до Анатолії.
Турецький закон 1151 від 1927 року спеціально віддав управління островами в руки турецького уряду, а не місцевого населення, заборонив навчання грецькою мовою та закрив грецькі школи. Згідно з офіційним переписом населення Туреччини, у 1927 році на острові проживало 2500 греків і 1247 турків.
Греко-турецьке зближення 1930 року, яке знаменує значний перелом у відносинах двох країн, також допомогло Тенедосу отримати деякі переваги. Крім того, у вересні 1933 року деяким острів’янам, які емігрували до Америки, було дозволено повернутися й оселитися на їхній батьківщині. Відповідаючи на доброзичливість Греції щодо проток, Туреччина дозволила регулярні вибори місцевого грецького мера та семи сільських старост, а також ряду місцевих службовців.
У 1950-х роках напруга між Грецією та Туреччиною зменшилася, і закон 1151/1927 було скасовано та замінено законом № 5713 у 1951 році, відповідно до закону регулярні уроки грецької мови були додані до навчальної програми шкіл на Тенедосі. Крім того, оскільки обмеження на поїздки на острів було послаблено, все більше грецьких туристів зі Стамбула та з-за кордону відвідували Тенедос. Ці туристи не тільки принесли такі необхідні додаткові доходи, але й поклали край двадцятисемирічній ізоляції островів від зовнішнього світу.
Однак, коли в 1963 році напруженість навколо Кіпру зросла, турецький уряд знову посилався на заборону навчання грецькою мовою та привласнив майно громади, що належало грекам на острові. У 1964 році Туреччина знову закрила грецькі школи на острові. Крім того, із Законом про експропріацію землі 1964 року (№ 6830) ферма греків на острові була відібрана у їхніх власників. Ця політика, кращі економічні можливості в іншому місці, присутність більшої грецької громади в Греції, страх і тиск призвели до відтоку грецького населення з острова. Мігранти зберігають турецьке громадянство, але їхні нащадки не мають на нього права.[134] Греки, які залишили острів у 1960-х роках, часто продавали свою нерухомість за особливо низькими цінами своїм турецьким сусідам, що відображало примусову ситуацію, під якою вони були змушені залишити.
У 1992 році у звіті Human Rights Watch було зроблено висновок, що уряд Туреччини позбавив прав грецької громади на Імброс і Тенедос у порушення Лозаннського договору та міжнародних законів і угод про права людини.
Останніми роками у відносинах між різними релігійними групами на островах спостерігається певний прогрес. У 2005 році спільна грецько-турецька делегація відвідала Тенедос, а пізніше того ж року острів відвідав прем’єр-міністр Туреччини Реджеп Таїп Ердоган. Після цього візиту турецький уряд профінансував реставрацію дзвіниці православної церкви в Тенедосі (спочатку побудованої в 1869 році). У 1925 році православна церква увійшла до складу митрополії Імврос і Тенедос. Кирило Драгоуніс є єпископом з 2002 року. У 2009 році Фундація Грецької Православної Церкви Бозджаада Коїмісіс Теотоку виграла в Європейському суді з прав людини рішення про визнання та фінансову компенсацію за зруйноване кладовище.

### Турецьке панування
Туреччина продовжувала стару практику заслання людей на острів. Демократична партія довічно заслала Кемаля Пілавоглу, лідера релігійної секти Тікані, до Тенедосу за святотатство проти Ататюрка. Іноземцям було заборонено відвідувати острови до 1990-х років. Однак у середині 1990-х років турецький уряд фінансово підтримав розширення виноробень і туристичних можливостей на острові. Сьогодні острів стає все більш популярним літнім туристичним місцем для любителів вина та інших.
З 2011 року на острові проводиться щорічний півмарафон.

### Приказки стародавніх греків про острів
Греки використовували прислів’я «тенедійська людина» (давньогрецька: Τενέδιος ἄνθρωπος) щодо тих, хто мав страшну зовнішність, тому що, коли Тенес встановив закони на острові, він постановив, що чоловік із сокирою повинен стояти позаду судді та бити людину. засуджений після того, як він говорив марно. Крім того, вони використовували прислів'я «тенедський адвокат» (давньогрецька: Τενέδιος συνήγορος), що означає суворий адвокат. Існує багато пояснень цього прислів'я. Деякі кажуть, тому що тенедійці вшановують дві сокири у своїх посвяченнях. Арістотель сказав, що тому, що тенедійський король розглядав судові процеси за допомогою сокири, щоб він міг стратити грішників на місці, або тому, що в Тенедосі було місце під назвою Асеріна, де була маленька річка, в якій краби мають панцир, схожий на сокира, або тому, що певний король виклав закон, згідно з яким перелюбникам обом повинні бути обезголовлені, і він дотримувався цього у випадку свого сина. Інші казали, що через те, що Тенес постраждав від своєї мачухи, він судив справи про вбивства з сокирою.

## Економіка
Острів здавна був відомий своїм виноробством. В наш час[коли?] основні галузі економіки — туризм, дайвінг. 2000 року на острові почала функціонувати вітрова електростанція.